# 绵性
绵性（1814年—1879年），愛新覺羅氏，不入八分辅国公，清朝乾隆帝皇十七子庆僖親王永璘第六子。
父亲永璘死后，兄长绵愍袭封。绵愍死后，养子奕綵（乾隆帝皇八子仪慎亲王永璇之孙、仪顺郡王綿志之子）袭封。道光二十二年（1842年）十月，奕綵以服中纳妾，绵性行贿觊觎袭王爵，事发，奕綵夺爵，绵性戍盛京。同治四年（1865年）十月辛酉，释遣戍吉林、已革阿克苏办事大臣绵性回旗。

## 家庭

### 妻妾
- 嫡妻嘎拉嘎斯氏：阿拉善親王瑪哈巴那之女。同治七年病故[2]。
- 妾李氏：李慶之女。
- 妾雲氏：雲從龍之女。

### 子
四子：奕劻、奕勳、奕功及奕勵。